# Sony α77
Sony α77 (oznaczenie fabryczne SLT-A77) – lustrzanka cyfrowa SLT, przeznaczona dla średnio zaawansowanych użytkowników, wyprodukowana przez firmę Sony i dostępna na rynku od sierpnia 2011. Wariant z oznaczeniem V posiada także wbudowany odbiornik GPS. Wyposażona jest w matrycę CMOS o efektywnej rozdzielczości 24.3 megapikseli (format APS-C), ruchomy ekran LCD o przekątnej 3 cali i rozdzielczości 921 tys. punktów. Alfa 77 jest pierwszą lustrzanką Sony posiadającą elektroniczną przednią kurtynę migawki.
Aparat posiada wyjścia USB, HDMI, gniazdo synchronizacji lamp błyskowych, oraz gniazdo mikrofonu. 

## Funkcje
Opracowano na podstawie materiału źródłowego:
- Cyfrowy wizjer XGA OLED Tru-Finder ze 100-procenotwym pokryciem klatki.
- Zdjęcia seryjne do 12 klatek na sekundę z ciągłością działania autofocusa.
- Nagrywanie filmów HD w formacie AVCHD 1080p50 z możliwością ręcznego ustawiania parametrów ekspozycji.
- 19-polowy autofocus oparty na detekcji fazy z 11 czujnikami krzyżowymi, mogący działać w czterech trybach: szeroki (wszystkie 19 czujników), punktowy (środek kadru), lokalny (dowolnie wybrany czujnik) lub strefowy (strefa po prawej, pośrodku lub po lewej).
- Tryb DMF - aparat ustawia ostrość, którą można następnie doregulować ręcznie.
- Tryb śledzenia ostrości ruchomego obiektu.
- Technologia półprzepuszczalnego lustra (Translucent Mirror Technology) - światło przechodzące przez obiektyw trafia jednocześnie do czujnika autofocusa i przetwornika obrazu, co zapewnia możliwość ciągłego, automatycznego ostrzenia w trybie filmowym.
- Możliwość użycia elektronicznej przedniej kurtyny migawki - minimalne opóźnienie migawki wynosi wtedy 0,05 s.
- Stabilizator obrazu SteadyShot, który współpracuje ze wszystkimi obiektywami z mocowaniem A.
- System kompensacji winietowania, aberracji chromatycznej i zniekształceń optycznych obiektywów.
- Tryb Auto-HDR.
- Style twórcze i efekty w obrazie.
- Regulowany w 3 płaszczyznach monitor Xtra Fine LCD.
- Dodatkowy wyświetlacz LCD znajdujący się u góry korpusu.
- Uszczelniona obudowa, zabezpieczona przed kurzem i wilgocią.
- Wbudowany moduł GPS.

## Dostępne wersje
- SLT-A77 - korpus bez obiektywu;
- SLT-A77V – korpus bez obiektywu, z wbudowanym modułem GPS;
- SLT-A77K/A77VK - zestaw z obiektywem Sony DT 18-55mm f/3,5-5,6;
- SLT-A77Q/A77VQ - zestaw z obiektywem Sony DT 16-50mm f//2,8 SSM;
- SLT-A77M/A77VM - zestaw z obiektywem Sony DT 18-135 f//3,5-5,6 SAM[5].

## Dedykowane akcesoria
- VG-C77AM – uchwyt do zdjęć pionowych;
- RMT-DSLR1 – pilot bezprzewodowy;
- PCK-LM3AM – osłona na wyświetlacz LCD;
- NP-FM500H – akumulator;
- AC-PW10AM – zasilacz sieciowy;
- FDA-M1AM – okular powiększający;
- FDA-A1AM – wizjer kątowy;
- FDA-EP12 – muszla oczna;
- Moduły GPS: GPS-CS1, GPS-CS1KA, GPS-CS1KASP, GPS-CS3KA;
- i inne[6]

## Nagrody
- TIPA Best Imaging Innovation 2011
- iF Product Design Award
- Fotopolis - Najlepszy aparat systemowy 2011 roku
- PC World - Najlepszy wśród lustrzanek PC World